# Hanne Eriksen
Hanne Eriksen   (Copenhaguen, 20 de setembre de 1960) és una remadora danesa, ja retirada, que va competir durant la dècada de 1980.
El 1984 va prendre part en els Jocs Olímpics d'Estiu de Los Angeles, on va guanyar la medalla de bronze en la prova del quàdruple scull amb timoner del programa de rem. Formà equip amb Birgitte Hanel, Charlote Koefoed, Bodil Steen Rasmussen i Jette Hejli Sørensen.